# Bali Balo
Pour les articles homonymes, voir Bali (homonymie) et Balo.
Bali Balo est une chanson paillarde mettant en scène un personnage fictif, sur l'air de la chanson Cadet Rousselle.

## Personnage
Au cours de cette chanson, le personnage Bali Balo subit de nombreuses mésaventures, liées aux dimensions caricaturales de son pénis ou à ses mœurs sexuelles atypiques.
Souvent, le personnage est appelé Père Dupanloup, Saint Nicolas, ou parfois même Napoléon. Remarquons aussi une version québécoise intitulée Père Thibodeau.

## Formation des strophes
Les strophes s'enchaînent dans un ordre chronologique de la vie du personnage.
La structure d'une strophe comporte quatre vers octosyllabiques, disposés en rime plate.
- Le premier vers commence toujours par le nom du personnage, suivi du lieu ou de la situation dans lequel celui-ci se trouve.
- Le deuxième comporte souvent un résumé de l'histoire, en commençant typiquement par « Bandait [...] comme [...] » ou « Se conduisit comme [...] » ainsi qu'une grossièreté.
- Le troisième et le quatrième vers forment la narration de l'histoire.

Le refrain varie selon les versions, et est formé de 2 ou 4 vers octosyllabiques.
Il se contente de réaffirmer le comportement débauché de Bali Balo, en l'insultant.
On peut donc ainsi improviser à loisir sur ce schéma, modernisant la chanson ou lui donnant d'autres couleurs que celle, originale, de la vieille rengaine anticléricale du XIXe siècle . En règle générale, dans une version moderne, on finit par « Ah ah, Bali Balo, Bali Balo est un salaud ! ». Bien sûr, il faut avant tout respecter la personnalité du héros, et, pour rester dans l'esprit, on brode autour des thèmes classiques de la chanson originale. Par exemple :

## Texte de la chanson
Bali Balo sur le Vésuve,

Fut saisi d'un problème d'effluves, 

On crut à la secousse tellurique,

40 000 morts dans la panique.

Ah ah ha oui vraiment, 

Bali Balo est un salaud !

Bali Balo dans son cercueil

Bandait encore comme un chevreuil

Avec sa bite en arc-de-cercle

Il parvint à soulever le couvercle

Ah ah ha oui vraiment, 

Bali Balo est un salaud !

Bali Balo dans son berceau

Bandait déjà comme un taureau

« Fils de putain ! » lui dit sa mère

« Tu bandes déjà plus que ton père »

Ah ah ha oui vraiment, 

Bali Balo est un salaud !

Bali Balo au cinéma

Péta si fort qu'il s'envola

Il atterrit dans les coulisses

et encula l'pompier d'service

Ah ah ha oui vraiment, 

Bali Balo est un salaud !

Bali Balo dans le désert

Se promenait les couilles à l'air

Une rafale de grenouilles

Lui arracha les poils des couilles

Ah ah ha oui vraiment, 

Bali Balo est un salaud !

Bali Balo dans son avion

Avec sa femme et son cochon

et quand sa femme tourna la tête

Il encula la pauvre bête

Ah ah ha oui vraiment, 

Bali Balo est un salaud !

Bali balo sur sa moto

Faisait du cent en d'ssous d'zéro

Par un putain de dérapage

Il s'coinça les couilles dans l'embrayage

Ah ah ha oui vraiment, 

Bali Balo est un salaud !
La contrainte du second vers (résumé de l'histoire, voir ci-dessus) peut être légèrement relâchée au profit de la narration, comme ce dernier exemple :
Bali Balo au Stade de France,

S'crut permis d'lâcher vu l'ambiance, 

Un pet silencieux sans remords, 

Aussitôt fait : silence de mort.

Ah ah ah oui vraiment, 

Bali Balo est un salaud !
Il existe plus d'une centaine de strophes comportant pour la plupart plusieurs versions.

## Dans la culture populaire
- La chanson Bali Balo est entonnée sous les fenêtres du bureau du directeur par trois élèves dans le film Les Choristes.
- Bali Balo est aussi chantée par les scouts de Neuilly lors de leur trajet en bus, dans le film Scout toujours....
- Sébastien Cauet fit aussi une parodie de Bali Balo, avec l'air de la chanson No Milk Today des Herman's Hermits.
- Les Guignols de l'info ont fait une parodie de cette chanson, intitulée Bayrou-Borloo.
- Dans son livre La Gloire de mon père, Marcel Pagnol fait allusion à « une chansonnette qui célébrait les exploits aéronautiques du vénérable père Dupanloup ». Augustine, sa mère, conjure son mari Joseph de ne pas la chanter devant l'oncle Jules qui est catholique pratiquant.
- En 2015, Frédéric Fromet a interprété une parodie nommée Coulibaly coulibalo, visant Amedy Coulibaly, un des terroristes des attentats de janvier 2015 en France.
- En 2022, Warren Opinel (Freddy Gladieux) et Gonévane Jones (Mister V) reprennent Bali Balo sur le titre Vodka Rhum Contrex.